# Bärenkasten

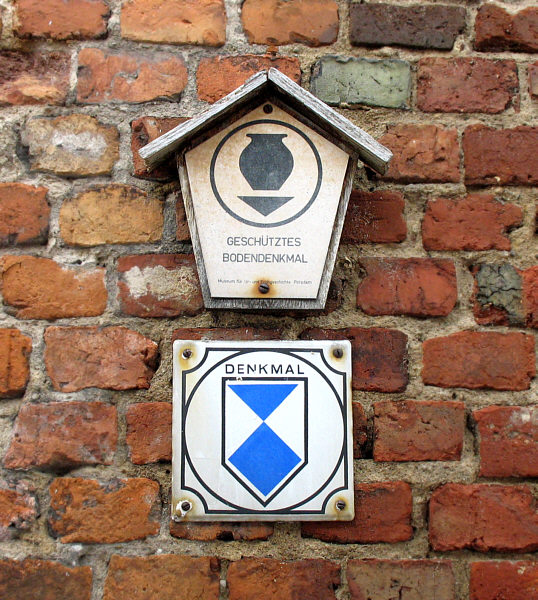
Semn care îl identifică drept monument în conservare

Bärenkasten este un castel aflat în ruine în Oderberg, Brandenburg, Germania.
Castelul a fost construit în a doua parte a secolului al XIV-lea. A fost construit în partea de sud a orașului pentru a proteja trecerea peste Râul Oder. În timpul Războiului de Treizeci de Ani, castelul a fost extins în mai multe etape. Ulterior, castelul a fost treptat demolat între 1730 și 1754.

## Resurse
- Georg Dehio et al.: Handbuch der deutschen Kunstdenkmäler - Mor Bezirke Cottbus und Frankfurt/Oder, Seite 306; Akademie-Verlag Berlin, 1987; ISBN: 3-05-000363-4
- Denkmalliste des Landes Brandenburg, Landkreis Barnim Arhivat în 21 octombrie 2012, la Wayback Machine. (PDF-Datei; 202 kB)